# Mosè in Egitto
Mosè in Egitto (Moisès a Egipte) és una òpera en tres actes de Gioachino Rossini, amb llibret d'Andrea Leone Tottola, que es basava en una obra de 1760 de Francesco Ringhieri, L'Osiride. S'estrenà al Teatro San Carlo de Nàpols el 5 de març de 1818.
L'òpera es va estrenar durant la quaresma i, segons exigia la tradició, els espectacles que s'estrenaven en aquest període havien de ser de caràcter Bíblic, amb grans escenes de conjunt i un tractament simfònic de l'orquestra que apropés l'espectacle a un oratori. La trama transcorre en l'Egipte de voltant de l'any 1230 aC i es va basar vagament en l'Èxode d'Egipte dels israelites, liderats per Moisès. A més es va introduir un tema amorós, en el qual el fill del faraó, Amenofi (tenor) planeja impedir la seva marxa, ja que estima a la jueva Elcia (soprano).
Rossini va adaptar l'obra per a la seva estrena a París. Amb el títol Moïse et Pharaon, ou Le passage de la mer Rouge, augmentada a quatre actes i amb llibret de Luigi Balocchi i Victor-Joseph Étienne de Jouy, es va estrenar el 26 de març de 1827 a l'Académie Royale de Musique de París.
Riccardo Muti i molts estudiosos consideren que Moïse et Pharaon, juntament amb Guillaume Tell, es troben entre els grans èxits de Rossini:
La prefereixo perquè el mateix Rossini la preferia. No m'entenguis malament. Mosè in Egitto és una òpera meravellosa, però segueix sent un simple esbós per a Moïse et Pharaon. I no sóc jo qui ho diu, sinó el mateix Rossini.

## Història de la composició
Mosè in Egitto, 1818
L'òpera es basava lliurement en l'⁣Èxode d'Egipte dels israelites, encapçalat per Moisès, convertit en agradable a l'escenari de l'òpera introduint un tema amorós, en el qual el fill del faraó Amenofis planeja evitar la seva sortida, ja que estima l'israelita Anaïs.
L'òpera de 1818 s'obre quan la plaga de les tenebres és esvaïda per la pregària de Moisès, i acaba amb l'espectacle de la separació del mar Roig i l'ofegament de l'exèrcit del faraó, que "va provocar udols de burla" a la maquinària maldestra de la seva posada en escena a l'estrena, tot i que l'òpera va superar els seus defectes tècnics i va ser un èxit. Presentat el 1818 com una azione tragico-sacra, el drama sagrat amb algunes característiques de l'⁣oratori va eludir les proscripcions de representacions dramàtiques profanes durant la Quaresma.
Rossini va revisar lleugerament l'òpera el 1819, quan va presentar l'ària de pregària de Moisès Dal tuo stellato soglio, que es va convertir en una de les peces d'òpera més populars de l'època i que va inspirar un conjunt de variacions per a violí i piano de Niccolò Paganini. Tots dos sobreviuen en un concert.
Moïse et Pharaon, 1827
L'obra, molt ampliada i amb un llibret francès, va ser composta amb tanta música addicional, inclòs un ballet substancial, com per justificar un nou títol, Moïse et Pharaon, ou Le passage de la Mer Rouge (Moisès i Faraó o L'encreuament del Mar Roig), i es va veure com una òpera separada i nova al costat de la seva progenitora de Nàpols.

## Representacions

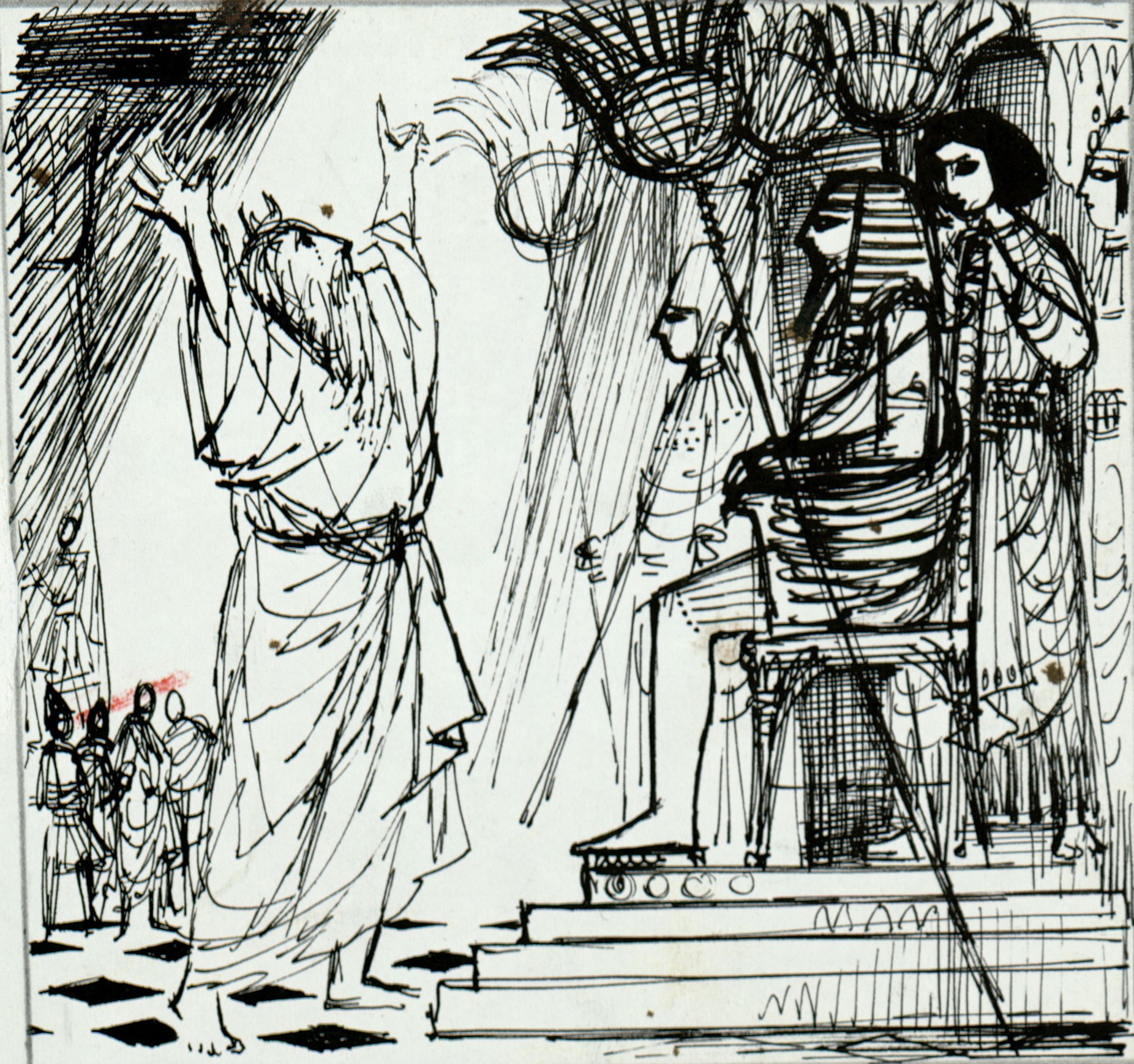
Disegno per copertina di libretto, dibuix per a Mosè a Egitto (sense datar).

El públic francès ja havia vist Mosè in Egitto –donada la seva estrena a París pel Théâtre-Italien a la Salle Le Peletier el 20 d'octubre de 1822– abans que Rossini el revisés de nou, aquesta vegada en francès, per a l'⁣Òpera de París.
A Catalunya, es va estrenar el 1825 al Teatre de la Santa Creu de Barcelona i al Liceu el 16 de març de 1858 sota el títol de Il nuovo Mosè.
La versió francesa, en quatre actes amb un ballet, es va estrenar el 26 de març de 1827 sota el títol Moïse et Pharaon, ou Le Passage de la Mer Rouge. El primer llibret de Nàpols va ser traduït i augmentat per Luigi Balocchi i Victor-Joseph Étienne de Jouy, que més tard coescriurien el llibret de l'òpera final de Rossini Guillaume Tell. Com s'apunta a Expatica, "aquesta segona versió va ser un èxit de taquilla tan desbocat que es va representar no menys de 100 vegades entre la seva estrena el 1827 i el 1838".
Segle XX i més enllà
El Rossini Opera Festival, a la ciutat natal de Rossini, Pesaro, ha presentat l'òpera periòdicament des de 1980, començant amb una producció de 1983 de Pier Luigi Pizzi i reviscuda el 1985. No va tornar a aparèixer fins al 2011 quan es va veure en una producció de Graham Vick. No obstant això, hi havia hagut concerts de diverses versions de l'òpera a Nova York per la Collegiate Chorale i la Sacred Opera Society.
Mosè havia "romàs pràcticament desconegut a Gran Bretanya des d'un concert el 1822", fins que una producció va ser presentada per l'Òpera Nacional de Gal·les a la temporada 1964/5 a Cardiff, Llandudno i Londres. La Royal Opera House de Londres el va donar el maig/juny de 1994.
La Welsh National Opera la va tornar a escenificar a la tardor de 2014 a Cardiff i de gira. Les opinions foren barrejades.
Als EUA, Mosè in Egitto no s'havia escoltat a Chicago des de 1865, però va ser presentat a aquesta ciutat pel Chicago Opera Theatre el 2010 i donat per la New York City Opera l'abril de 2013.
Com Moise et Pharaon es va donar a La Scala l'any 2003, i de nou com a part del Festival de Salzburg de 2009 sota la direcció de Muti.

## Instrumentació
La partitura demana: 2 flautes / 2 flautins, 2 oboès, 2 clarinets, 2 fagots, 4 trompes, 2 trompetes, 3 trombons, serp, timbals, bombo, plats, triangle, Banda Turca, arpa, cordes.
Banda escènica : piccolo, quartino, 4 clarinets, 2 trompes, 4 trompetes, 2 trombons, serp, bombo

## Argument

### Acte I

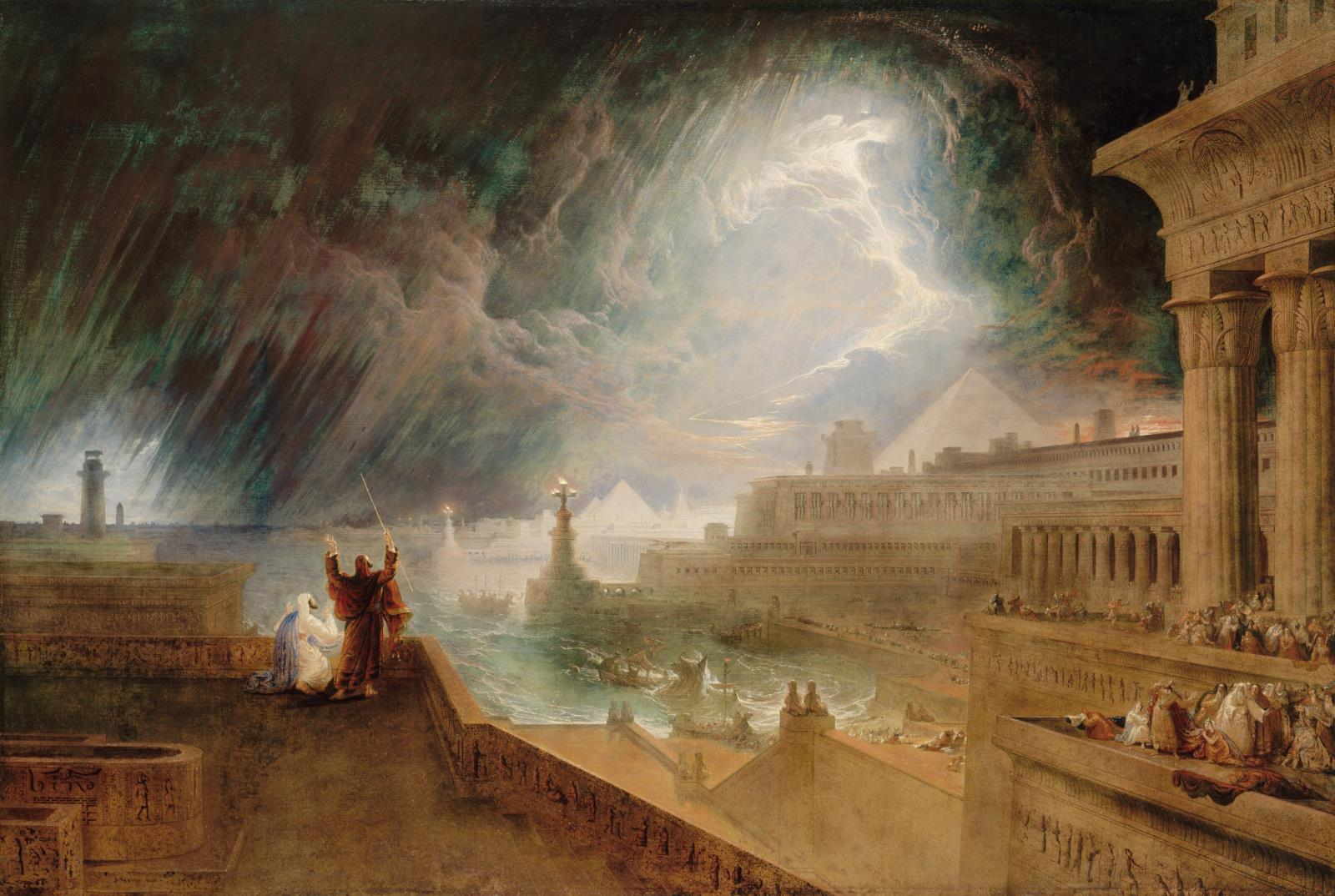
La plaga de tempestes i llamps (John Martin, 1823)

Egipte està en la foscor que en l'Antic Testament són la penúltima de les plagues que Déu, per mitjà de Mosè, els ha enviat per convèncer el faraó per alliberar el poble d'Israel (Ah, chi ne aita? oh Ciel). El faraó, contra la seva voluntat, es veu obligat a cridar Mosè per posar fi a aquesta plaga. Després d'escoltar una nova promesa de llibertat per part del faraó, Mosè es dirigeix a Déu perquè torni la llum a Egipte, i quan Mosè sacseja la seva vara, el dia torna a tenir llum (Celeste man placata). Sol a l'escenari, Osiride expressa el seu dolor: la sortida dels jueus, de fet, significa per a ell la pèrdua d'Elcia, la noia amb la qual es va unir en el matrimoni en secret. Poc després, ordena a Mambre convèncer el poble egipci a rebel·lar-se contra la decisió del faraó. Llavors arriba Elcia, per presentar els seus últims respectes a l'home que estima, i els dos joves es confessen tots els seus problemes (Ah, se puoi così lasciarmi). La trama d'Osiride triomfa: la multitud es reuneix sota el palau del faraó per demanar-li que sigui revocada l'ordre de fer fugir els jueus; incitat també pel mateix Osiride, que així veu una possible unió entre els jueus i madianites contra Egipte, el rei revoca la decisió. Mentre els jueus estan lloant a Déu, el mateix Osiride els informa que la partida se suspèn i amenaça d'ofegar en sang qualsevol intent de rebel·lió. A l'arribada del faraó, que confirma el que ha anunciat el seu fill, Mosè sacseja de nou la seva vara i una pluja de calamarsa i llamps cau de sobte sobre Egipte (en aquest moment, la història s'allunya per necessitats dramàtiques dels textos sagrats, en els quals la plaga de la calamarsa va ser la setena).

### Acte II

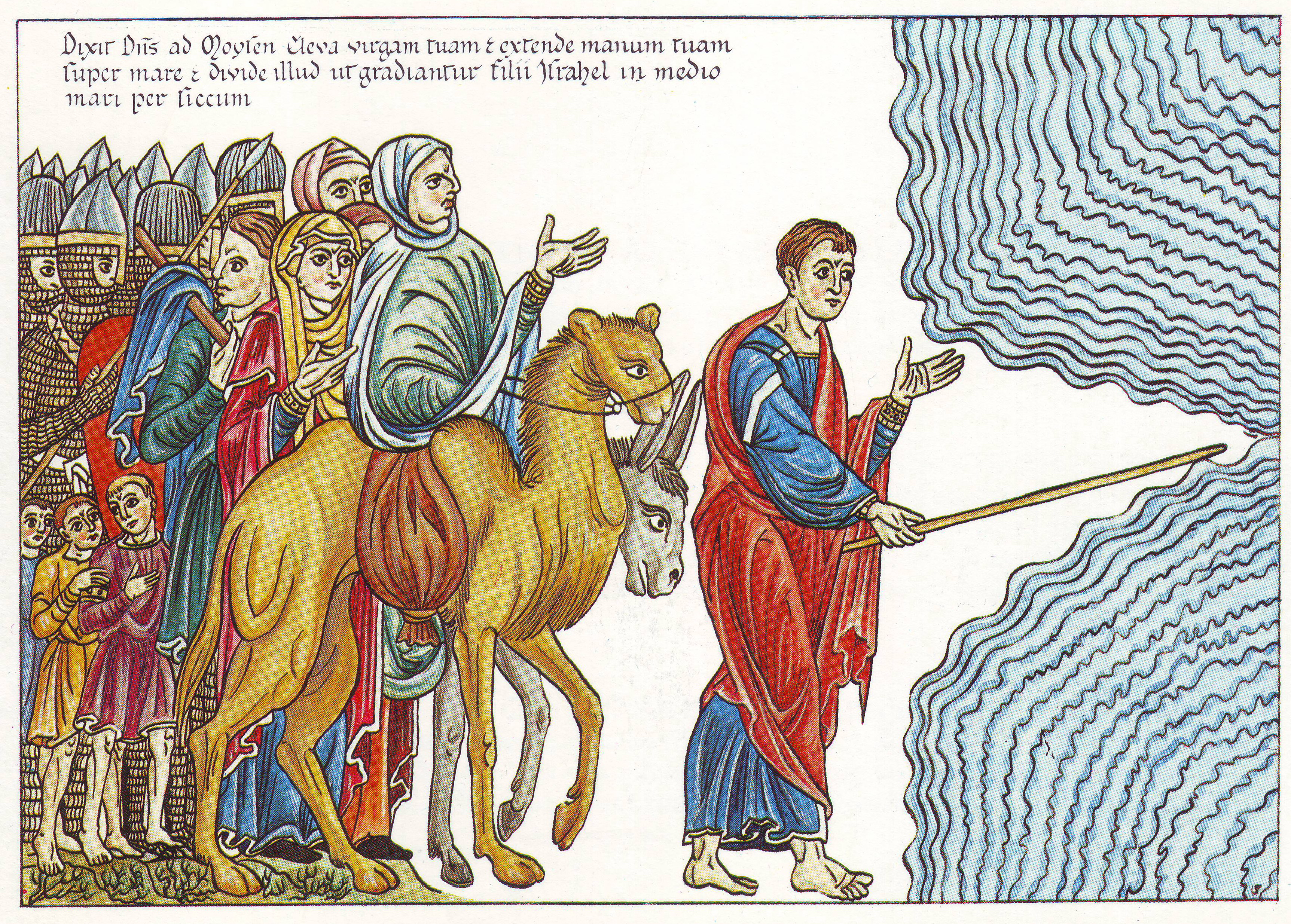
Moisès obre un camí al mar Roig (Herrad von Landsberg)

El faraó, que ha hagut de cedir per l'última plaga, anuncia la seva intenció de deixar en llibertat als jueus i, simultàniament, informa Osiride, que està consternat, que la princesa d'Armènia està disposada a casar-se amb ell (Parlar, spiegar non posso). El príncep, llavors, pren una decisió dràstica: fugir amb Elcia. Però mentre els dos joves es distancien, són vistos per Aronne, qui immediatament adverteix Mosè i la reina egípcia Amaltea, que s'ha pres seriosament la sortida dels jueus. Osiride, condueix Elcia cap a un soterrani per amagar-la, i li revela els seus plans de renunciar al tron i viure amb ella lluny de l'esplendor del palau (Quale assalto, qual cimento). L'arribada de Mosè i Amaltea provoca un moment de confusió general (Mi manca la voce); després Osiride anuncia la seva intenció de renunciar al tron, mentre Elcia tracta de dissuadir-lo. Poc després, el faraó li diu a Mosè que l'atac dels madianites i filisteus a Egipte imposa ajornar la partida dels jueus; la violenta reacció de Mosè, que amenaça de mort a tots els primogènits egipcis, provoca la seva detenció (Tu di ceppi m’aggravi la mano?). Llavors el faraó crida a tots els Grans del regne, i als mateixos jueus, i els comunica la seva intenció de nomenar Osiride al tron. Les amenaces del príncep a Mosè, causen la reacció d'Elcia que, després de revelar a tots la seva unió amb Osiride, suplica al príncep l'alliberament del poble jueu i seguir el seu destí de rei. En resposta, Osiride carrega amb l'espasa en contra de Mosè, però és colpejat per un llamp i cau a terra sense vida. Per a la consternació i sorpresa de tots els presents, Elcia explota amb tot el seu dolor (Tormenti, affanni, smanie).

### Acte III

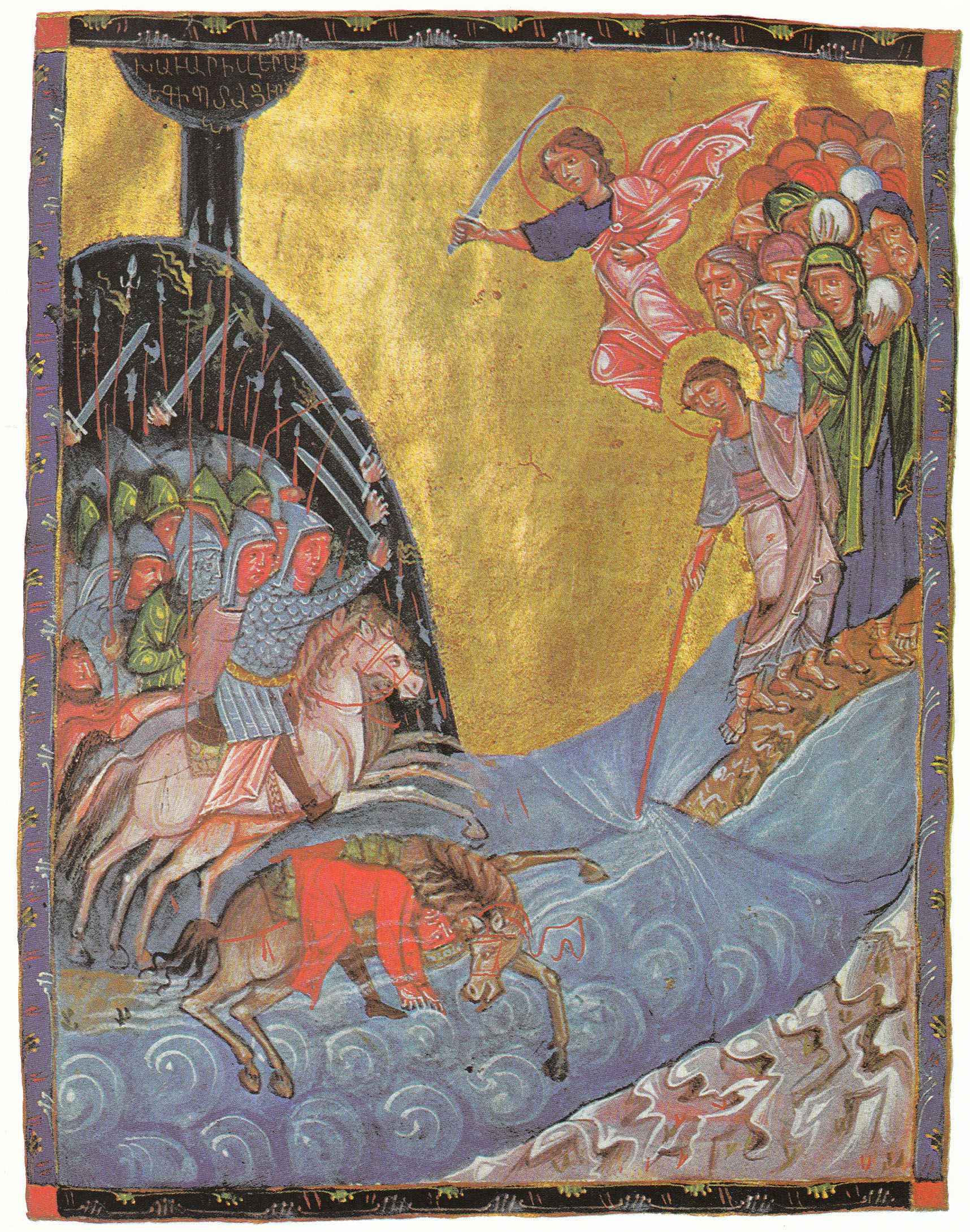
Moment en què l'exèrcit del faraó és atrapat per les aigües

Els jueus eleven les seves oracions a Déu a les ribes del mar Roig (Dal tuo stellato soglio). L'anunci de l'arribada del faraó i el seu exèrcit provoca terror, però Mosè estén la vara sobre les aigües i provoca una obertura al pas del seu poble. Quan el faraó, per perseguir els jueus, segueix el mateix camí amb les seves tropes, tots són atrapats i submergits per les aigües que es tanquen de sobte.

## Estructura
Acte I
- 1 Introducció Ah, chi ne aita? (Cor, Osiride, Faraone, Amaltea)
- 2 Scena i quintet 'Eterno! Immenso! Incomprensibil Dio! (Mosè, Cor, Faraone, Amaltea, Osiride, Aronne)
- 3 Duet Ah, se puoi così lasciarmi (Osiride, Elcìa)
- 4 Ària A rispettarmi apprenda (Faraone) (composta per Michele Carafa)
- 5 Himne amb cor All'etra, al ciel (Aronne, Amenofi)
- 6 Duet Tutto mi ride intorno! (Elcìa, Amenofi)
- 7 Final Che narri? (Mosè, Osiride, Mambre, Aronne, Amaltea, Elcìa, Amenofi, Faraone, Cor)

Acte II
- 8 Duet Parlar, spiegar non posso (Osiride, Faraone)
- 9 Ària amb cor La pace mia smarrita (Amaltea, Cor) (recuperada de Ciro in Babilonia)
- 10 Duet Dove mi guidi? (Elcìa, Osiride)
- 11 Quartet Mi manca la voce (Amaltea, Osiride, Aronne, Elcìa, Cor)
- 12 Ària Tu di ceppi (Mosè) (composta amb un col·laborador de Rossini desconegut)
- 13 Cor Se a mitigar tue cure
- 14 Final Porgi la destra amata (Elcìa, Osiride, Mosè, Aronne, Farone, Amenofi, Cor)

Acte III
- 15 Pregària Dal tuo stellato soglio (Mosè, Amenofi, Aronne, Elcìa, Cor)
- 16 Cor final[17]

## Enregistraments
| Any  | Elenc: Mosè, Aronne, Elcia, Faraone                                       | Director, Teatre d'òpera i orquestra                               | Segell                              |
| ---- | ------------------------------------------------------------------------- | ------------------------------------------------------------------ | ----------------------------------- |
| 1956 | Nicola Rossi-Lemeni, Mario Filippeschi, Caterina Mancini, Giuseppe Taddei | Tullio Serafin, Orquestra i cor del Teatro San Carlo               |                                     |
| 1987 | Ruggero Raimondi, Salvatore Fisichella, June Anderson, Siegmund Nimsgern  | Claudio Scimone, Philharmonia Orchestra i l'Ambrosian Opera Chorus | Audio CD: Philips, Cat: 420 109-2   |
| 1993 | Roberto Scandiuzzi, Ezio Di Cesare, Mariella Devia, Michele Pertusi       | Salvatore Accardo, Orquestra i cor del Teatro San Carlo de Nàpols  | DVD: House of Opera Cat: DVDBB 2113 |